# Flammagenitus

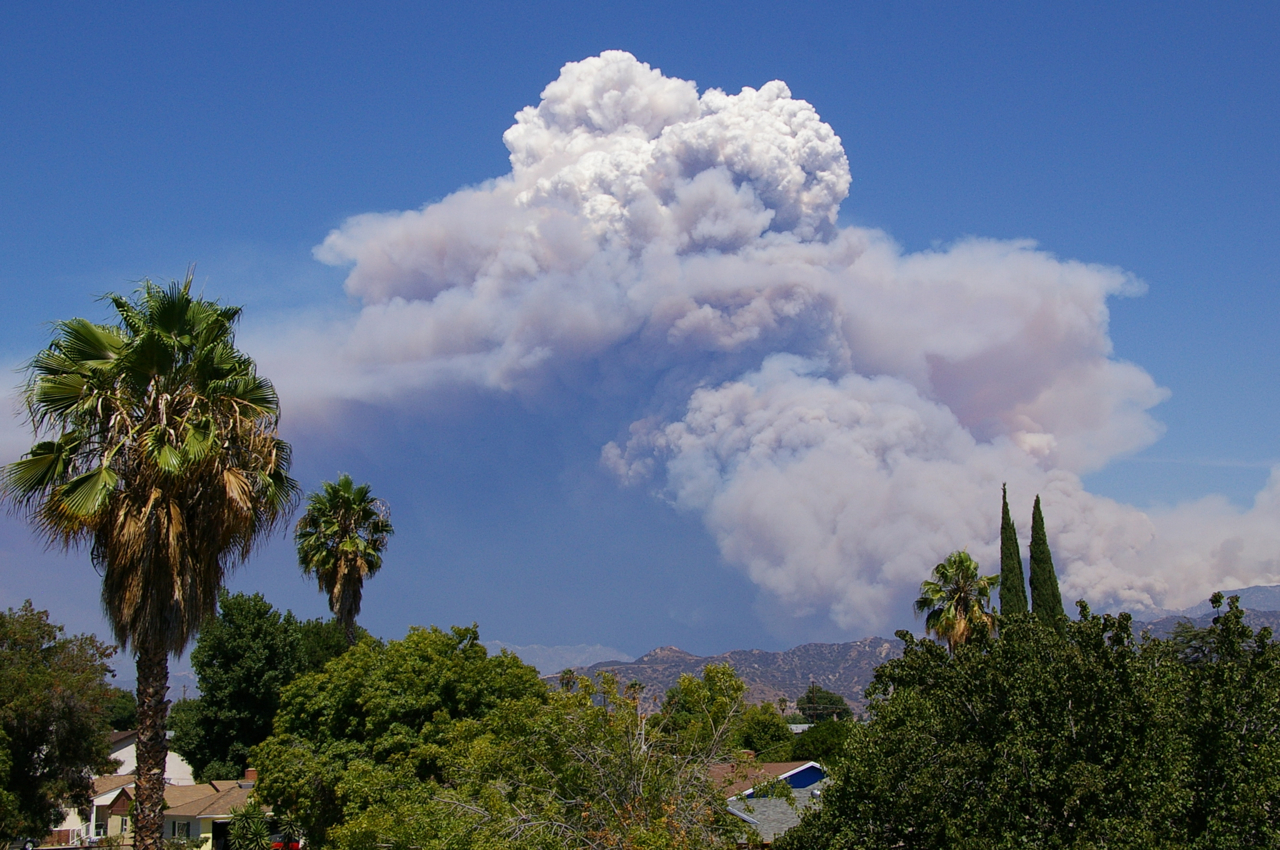
Een flammagenituswolk van een brand in augustus 2009 in Zuid-Californië

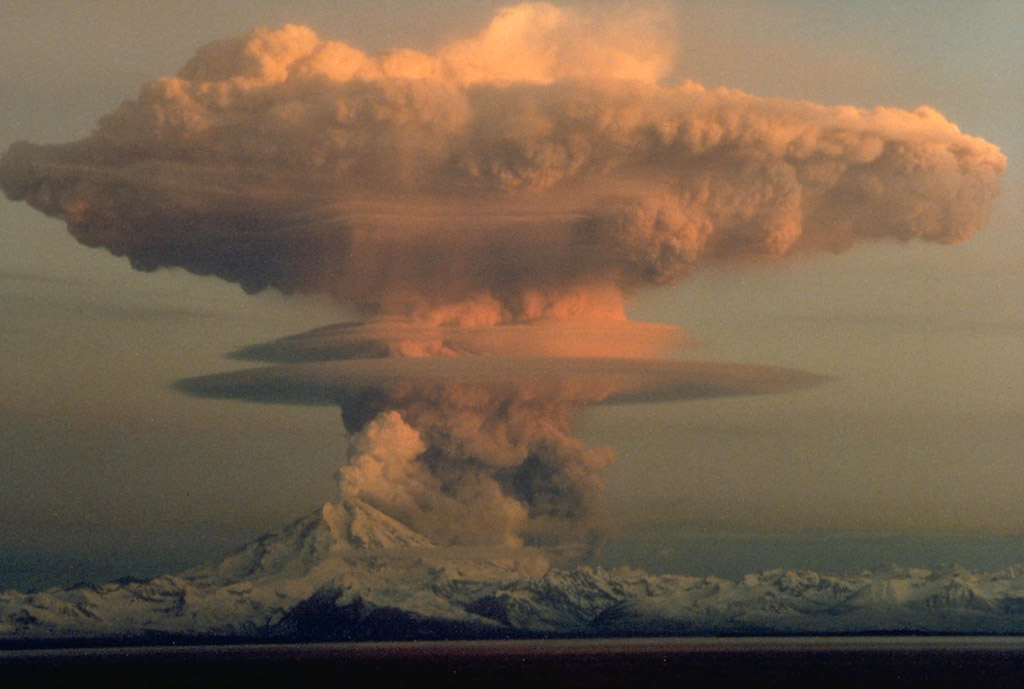
flammagenituswolk veroorzaakt door de uitbarsting van de vulkaan Mount Redoubt op 21 april 1990

Flammagenitus, ook bekend als pyrocumulus, is een dichte, vaak grijsachtig tot bruin gekleurde cumuliforme wolk die geassocieerd wordt met vuur of vulkaanuitbarstingen en mogelijk droge bliksem (bliksem zonder regen) kan produceren.
De Wereld Meteorologische Organisatie (WMO) classificeerde voorheen flammagenitus en cumulonimbus flammagenitus respectievelijk als cumulus (mediocris of congestus) en cumulonimbus. In 2017 koos de Internationale Wolkenatlas van WMO flammagenitus as de formele naam voor deze wolken.

## Vorming
Een flammagenituswolk ontstaat door de intense verhitting van de lucht vanaf het oppervlak. Dit veroorzaakt convectie, waardoor de rook stijgt naar een punt van stabiliteit. Al in de atmosfeer aanwezig vocht, evenals waterdamp ontstaan en vrijgekomen door verbranding van vegetatie of door vulkanische ontgassing (waterdamp is een dominante component van vulkanische eruptieve gassen), kan gemakkelijk op asdeeltjes condenseren, en zo de wolk snel doen groeien.

## Eigenschappen
Flammageniti bevatten zware turbulentie, die zich manifesteert als sterke windstoten aan het oppervlak, die een brand kunnen aanwakkeren.
Een grote flammagenitus, met name een geassocieerd met een vulkaanuitbarsting, kan ook bliksem veroorzaken. Dit is een proces dat nog niet volledig wordt begrepen, maar is waarschijnlijk op een of andere manier geassocieerd met ladingsscheiding veroorzaakt door ernstige turbulentie, en misschien door de aard van de asdeeltjes in de wolk. Een grote flammagenitus kan temperaturen bevatten die ver onder het vriespunt liggen en de elektrostatische eigenschappen van eventueel gevormd ijs kunnen ook een rol spelen. Een flammagenitus die bliksem produceert is eigenlijk een soort cumulonimbus, een onweerswolk, en wordt cumulonimbus flammagenitus genoemd.

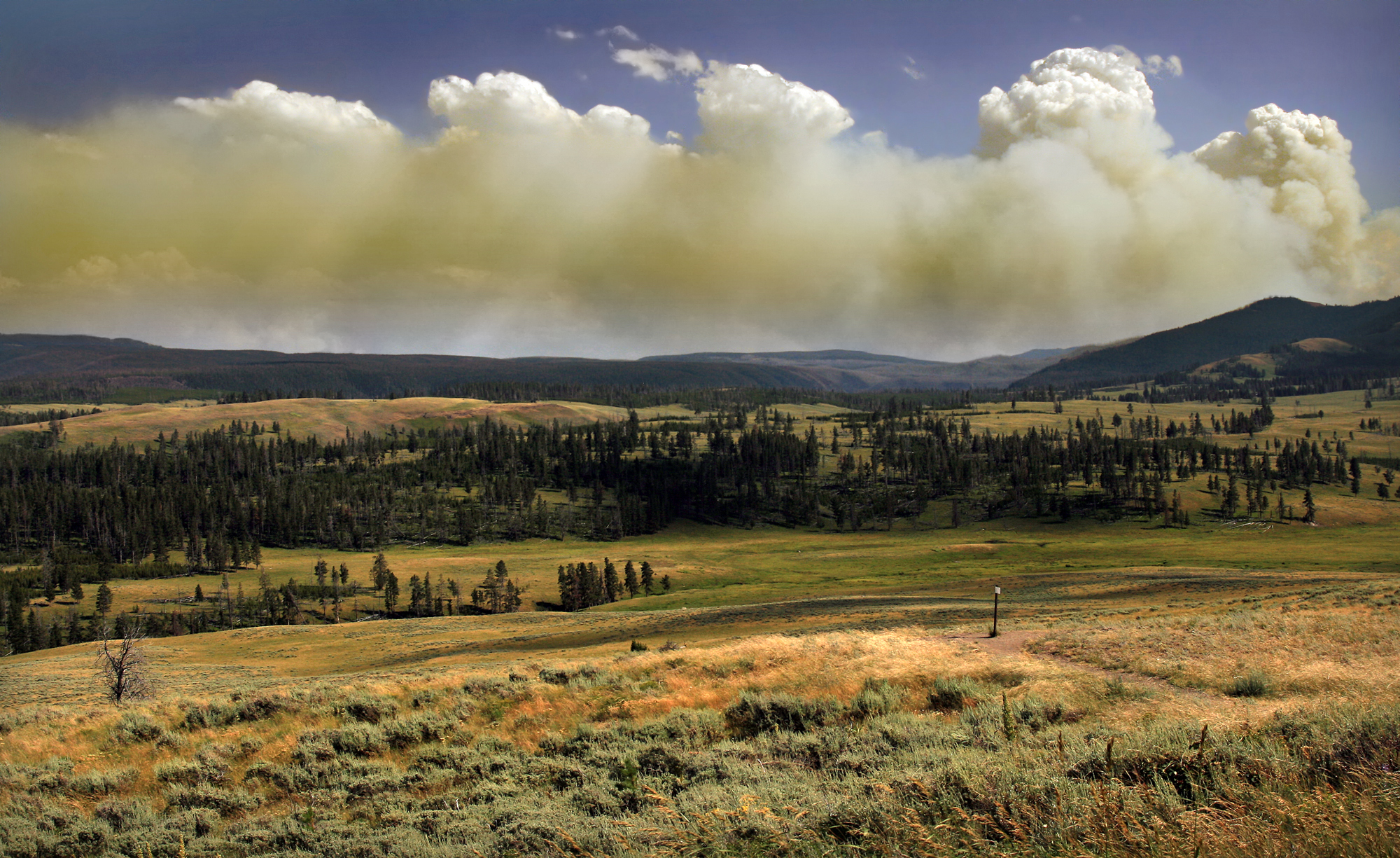
Natuurbrand in Yellowstone National Park veroorzaakt een flammagenituswolk.

### Effecten op bosbranden
Een flammagenituswolk kan een brand helpen of hinderen. Soms condenseert het vocht uit de lucht in de wolk en valt dan als regen, waardoor het vuur wordt geblust. Er zijn talloze voorbeelden bekend waarbij een grote vuurstorm is gedoofd door de flammagenitus die de brand zelf daarvoor had gecreëerd. Als het vuur echter groot genoeg is, kan de wolk blijven groeien en een soort cumulonimbuswolk worden die bekend staat als een cumulonimbus flammagenitus, die bliksem kan veroorzaken die elders opnieuw branden kan veroorzaken.